# ارگبد
اَرگبَد (پارسی میانه:hlgwpt؛ پارتی: ʾrkpty و hrkpty یعنی هرگبِد و قدیمی تر هرکپَت)، عنوانی بلندپایه در دورهٔ شاهنشاهی اشکانی و ساسانی بوده‌است.

## ریشه‌شناسی
اگرچه اکثراً واژهٔ ارگبد را به معنیِ «دژبان، فرماندهٔ ارگ» می‌دانند، سمرنیی آن را هرگبد می‌خواند و «رئیسِ مالیات گیران، خرجبد» ترجمه می‌کند. تفضلی ارگبد و هرگبد را دو عنوان جداگانه می‌داند. اما شومون ریشه دقیق این کلمه را نمی‌داند و ۲ حدس برای آن می‌زند که اولی فرمانده ارگ و رئیس جمع‌کنندگان مالیات و دومی مباشر مالیاتی است. از نگاه او، اولی محتمل‌تر است.

## در تاریخ
بر روی کاغذپوست یونانی از دورا اروپوس که می‌توان قدمت آن را به سال ۱۲۱ میلادی دانست، این عنوان به صورت ارکاپاتِس آمده و به شخصی به نام فرهاد که در خدمت فرماندار محلی اشکانی بوده گفته شده‌است. در استان فارس در اواخر عصر دوم میلادی، خواجه تیری ارگبِد قلعه دارابگرد تحت حکمرانی شاه اصطخر بود. جانشین او در مقامش، اردشیر پسر پاپک بود که مدتی بعد بنیان‌گذار سلسله ساسانی شد. علاوه بر این، در تلمود بابل، مقام‌های بلندپایه دربار اشکانی تحت عنوان‌های اَرقَبتا، اَبقفطا و ارقفطا ذکر شده‌است.
به نظر می‌رسد این مقام جایگاه ممتازتری بعد از آغاز ساسانیان داشته‌است. در کتیبه پایکولی نوشتهٔ نرسی در ۲۹۳ میلادی، ارگبد شاپور در مقام والایی در سلسله‌مراتب ایالتی داشته‌است. به روایت مناندر در زمان نرسه ارگبدی با نام (یونانی) بارسابُرسُس می‌زیست که به احتمال زیاد همان ارگبدی است که در کتیبهٔ نرسه درپایکولی نام شاپور را بر خود دارد و نام واقعی او احتمالاً بُرزشاپور بوده‌است.
بنابر گفتهٔ طبری، مقام ارگبدی حتی پراهمیت‌تر از ارتشتاران‌سالار بوده‌است. چنان‌که از منابع سریانی برمی‌آید، عنوان ارگبد از قرن پنجم به بعد به نام خانوادگی بدل شده‌است.

## لاتین
1. ↑  hargbed
2. ↑  Arqabtā
3. ↑  alqafṭā
4. ↑  arqafṭā
5. ↑  Menandēr